# Riofrío del Llano
Riofrío del Llano è un comune spagnolo di 46 abitanti situato nella comunità autonoma di Castiglia-La Mancia.
Il comune comprende, oltre al capoluogo, i nuclei abitati di Cardeñosa e Santamera.